# Hillcrest, New York
Hillcrest är en så kallad census-designated place i Rockland County i delstaten New York. Vid 2010 års folkräkning hade Hillcrest 7 558 invånare.